# Torent

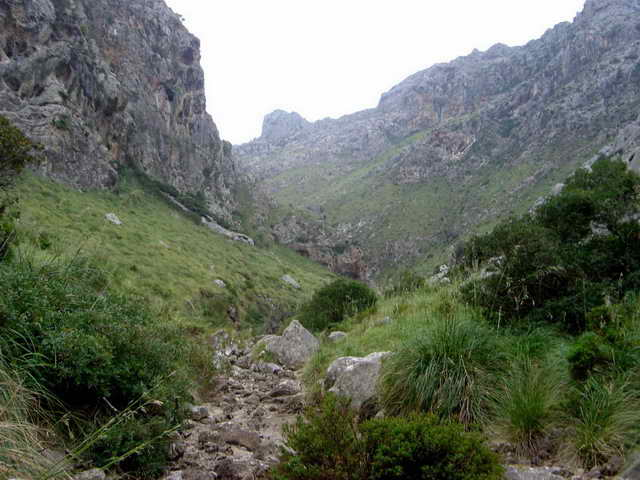
Albie uscată în care se formează un torent în timpul ploilor

Torentul (pl. torénte sau torénți) sau șuvoi sau puhoi, este un curs de apă, temporar și puternic, cu debit nestatornic, care apare în urma ploilor mari sau după topirea bruscă a zăpezilor și care curge vijelios pe povârnișurile munților sau ale dealurilor, având o mare viteză și forță de eroziune.
Prin torent se înțelege și o rețea de ogașe și ravene care converg spre un canal colector, prin care curg cu ocazia ploilor și topirii zăpezilor, cantități mari de apă și material solid. Viteza mare
de scurgere este dată de panta accentuată a terenului și de volumul mare de apă care trebuie evacuat într-o perioadă scurtă de timp.
O categorie aparte de torenți sunt torenții noroioși, reprezentați de scurgeri rapide, cu viteza de 1-15 m/s, a unor mase de noroi și pietriș, în care volumul materiilor solide este mai mare decât al apei. Puterea de eroziune și capacitatea de transport a torenților de noroi sunt considerabile.
Prin acumularea unui material aluvionar transportat de apele torențiale și așezat la baza pantei ia naștere o formă de microrelief, semiconică, denumită con de dejecție sau agestru.
Prin împrăștierea grohotișurilor la gura torenților ia naștere o formă de relief semiconică denumită con de grohotiș.
Prin realizarea lucrărilor de corectare a torenților se ameliorează regimul scurgerilor de suprafață, regularizarea debitelor torențiale, creșterea calității apei, se reface peisajul terenurilor din apropierea văilor torențiale, se anulează efectele negative directe și indirecte create de procesul de torențialitate și se obțin o serie de efecte favorabile printre care și reducerea colmatării acumulărilor hidroenergetice și punerea în siguranță a unor căi de comunicație.
Lucrările de amenajare și de consolidare a taluzurilor și versanților adiacenți rețelei hidrografice torențiale care au condus la rezultate bune au fost următoarele:
- terasele susținute de gărdulețe, amplasate pe curba de nivel la distanta de 2-3 m, pe terenuri cu eroziune foarte puternică și excesivă și taluzuri de ravenă, cu substrat litologic format din roci moi;
- terasele susținute de banchete din zidărie de piatră uscată, executate în condiții similare celor prezentate la gărdulețe, dar cu soluri scheletice și piatră pe versant;
- terasele armate vegetal cu ramuri, tulpini și drajoni de cătină albă, pe aceleași categorii de terenuri arătate la terasele susținute de gărdulețe sau banchete.

## Bazine hidrografice torențiale
Clasificare: bazine hidrografice torențiale naturale și bazine hidrografice torențiale antropice:
- Bazinele hidrografice torențiale naturale sunt acele suprafețe, în care omul nu a intervenit în nici un fel, pe care se scurg apele din precipitații pentru a da scurgeri concentrate temporare.
- Bazinele hidrografice torențiale antropice prezintă ca bazin de recepție întreaga suprafață impermeabilă sau nu a unui mediu antropic care concentrează apele în canalele de scurgere reprezentate de canalizare, străzi și alte suprafețe impermeabile către puncte tot mai joase.

## Sinonime
puhoi, șiroi, șuvoi, râu